# Arenteiro
Il fiume Arenteiro è un fiume del nordest della penisola iberica, che nasce nella Provincia di Ourense, in Galizia.
È un affluente dell'Avia, che sfocia nel Miño.